# 固倫和敬公主
固倫和敬公主（こりんわけいこうしゅ、	雍正9年5月24日(1731年6月28日) - 乾隆57年6月28日(1792年8月15日)）は、清の乾隆帝の娘。母は孝賢純皇后。嘉慶帝の異母姉。

## 生涯
宝親王弘曆（後の乾隆帝）とその嫡福晋（正室）富察氏(後の孝賢純皇后)の娘として生まれ、寧寿宮で勤太妃によって育てられる。
富察氏は弘曆との間に他にも数人の皇子女を儲けていたが、和敬公主以外は皆夭逝した為、成人したのは和敬公主のみであった。
乾隆12年（1747年）3月、清の皇室と深い縁戚関係にあったホルチン部扎薩克和碩達爾漢親王家の当主セブタンバリジュル（色布騰巴勒珠爾）に降嫁するが、乾隆帝が愛娘が遠いモンゴルに行くのを嫌がった為、北京に屋敷を与えられ、夫婦ともどもそこに居住し、清の皇室から多大な経済援助を受けながら生活した。
二人の夫婦仲はとても良く、後の輔国公、オルジェトムルエルキババイ（鄂勒哲特穆爾額爾克巴拜）など少なくとも5人の子供がいたとされる。
乾隆57年（1792年）6月28日に62歳で亡くなり、北京の現在の朝陽区東壩鎮付近に夫とともに埋葬されたとされる。

## 子女
- 大格格 - 乾隆帝の皇長孫綿徳(乾隆帝の皇長子定親王永璜の長子)に嫁ぐ。
- 三格格 - ホンタイジの娘敖漢固倫公主の子孫濟克濟扎布に嫁ぐ。
- 四格格 - 乾隆帝の重臣フルンガ（孝賢純皇后の甥、固倫和敬公主の従弟、正室は乾隆帝第四皇女和碩和嘉公主）の嫡子で、乾隆帝の外孫の富紳済倫に嫁ぐ。
- オルジェトムルエルキババイ（鄂勒哲特穆爾額爾克巴拜） - 輔国公